# Martha Hedman
Martha Hedman (12 de agosto de 1883 – 20 de junio de 1974) fue una actriz de teatro sueco-estadounidense muy popular en los escenarios de Broadway.

## Biografía
Nació en Östersund, en la provincia de Jemtia, Suecia, hija de Johan Hedman e Ingrid Kempe. Estudió arte dramático bajo la tutela de Siri von Essen, esposa del dramaturgo y novelista August Strindberg. Actuó por primera vez en febrero de 1905 en Helsinki, Finlandia en un cuento de Hans Christian Andersen. Durante los seis años siguientes actuó en Suecia, Finlandia y Alemania en obras de William Shakespeare, León Tolstói, Gerhart Hauptmann y Ludwig Fulda.
En 1912, el productor teatral Charles Frohman trajo a Hedman a Estados Unidos, donde compartió escenario con John Drew. Aparece en varias de las producciones de Charles Frohman. En 1915 apareció en The Trap, producida por Arthur Hammerstein. Una de sus actuaciones más notables fue en la comedia de 1915-1916 The Boomerang, producida por David Belasco. En 1921 actuó en un gran espectáculo de Shakespeare en Broadway con otras actrices importantes de la época. Se retiró del teatro en 1922, pero regresó en 1942 para una obra, The First Crocus.
Apareció en una película The Cub dirigida por Maurice Tourneur en 1915.
Durante el primer año de su carrera como actriz, estuvo de gira con el actor de origen alemán Emile von der Osten (1848–1905). Tuvo una hija con von der Osten, Ella Alfrida (nacida el 30 de agosto de 1904 en Estocolmo, Suecia, y fallecida el 17 de enero de 2000 en Georgetown, Carolina del Sur). Más tarde, Hedman estuvo casada con Henry Arthur House, con quien coescribió la obra de teatro What's the Big Idea en 1926.
Martha Hedman escribió un libro Uncle, Aunt and Jezabel (Charles Scribner's Sons, Nueva York: 1949). La dedicatoria dice: "A Henry Arthur: el invierno de nuestro descontento se convirtió en un glorioso verano". Posteriormente escribióMathias and Mathilda (Chapman & Hall. 1951) bajo el nombre de Martha Hedman House.
Su hermana fue la actriz londinense Marguerite Leslie (1884 - 1958).